# Ляховка (Могилёвская область)
Ляховка (бел. Ляхаўка) — деревня в Шкловском районе Могилёвской области Белоруссии. Входит в состав Толкачевского сельсовета. Расположена в 14 километрах от Шклова, в 54 от Могилёва.

## История
Известна по письменным источникам с 1643 года как деревня в Черноручском войтовстве Шкловского графства ВКЛ, шляхетская собственность. После 1-го раздела Речи Посполитой (1772) в составе Российской империи. В 1777 году в Могилевском округе Могилевской губернии. В 1785 в составе имения Шклов Могилевского уезда, собственность помещика. В 1897 году в Черноручской волости Могилевского уезда,
В 1930-х жители вступили в колхоз имени Ворошилова.
В Великую Отечественную войну с июля 1941 года по 26 июня 1944 года оккупирована немецко-фашистскими захватчиками.
Деревня входит в состав ОАО «Говяды-Агро» (центр — агрогородок Говяды).

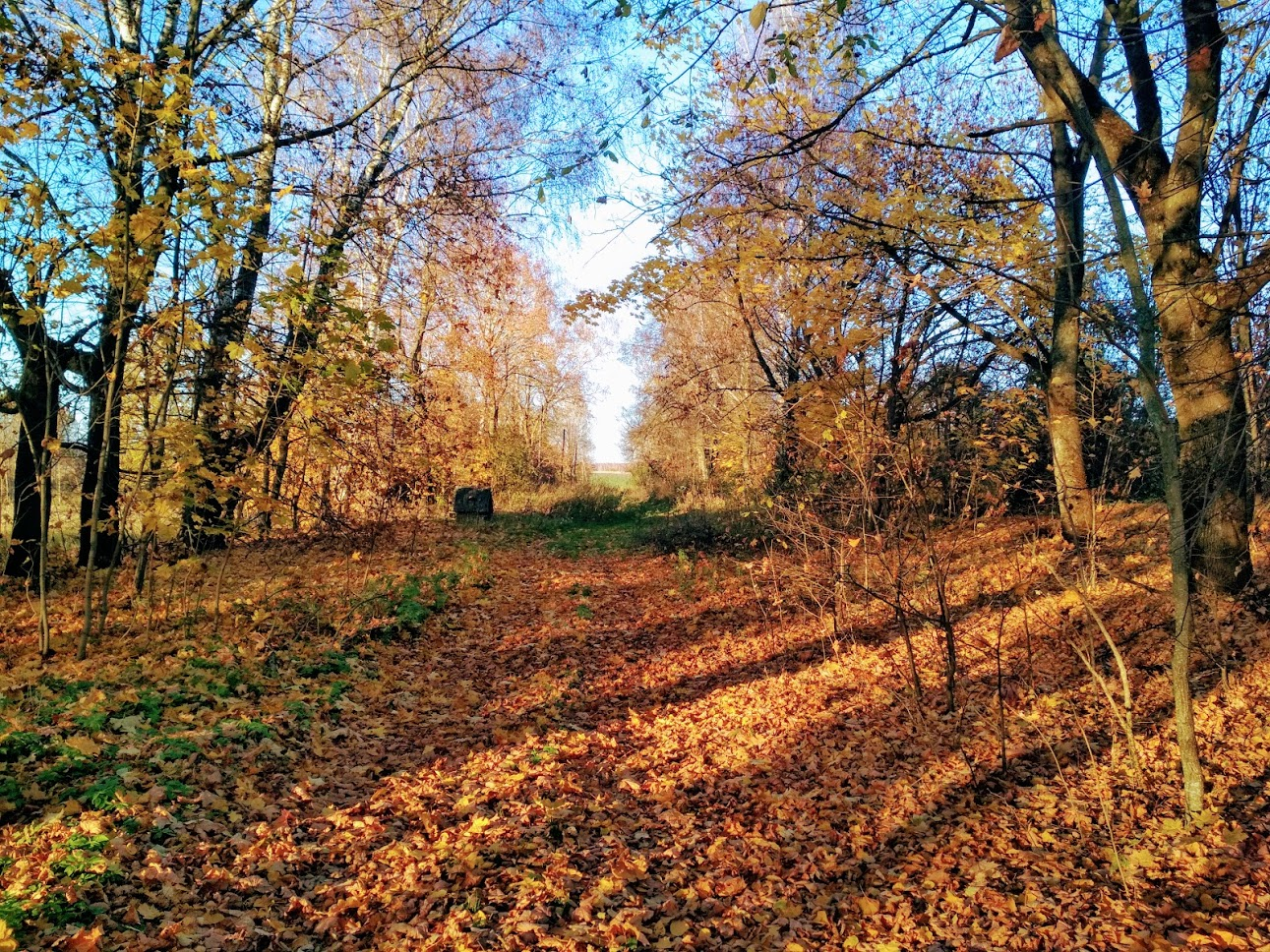
Центральная улица осенью, 2018 год

## Население

### Численность
- 2019 год — 0 жителей

### Динамика
- 1785 год — 12 дворов, 84 жителя
- 1897 год — 8 дворов, 59 жителей
- 1909 год — 9 дворов, 55 жителей
- 1990 год — 12 дворов, 20 жителей
- 1997 год — 5 дворов, 10 жителей
- 2007 год — 2 двора, 4 жителя
- 2009 год — 2 двора, 3 жителя

## Галерея

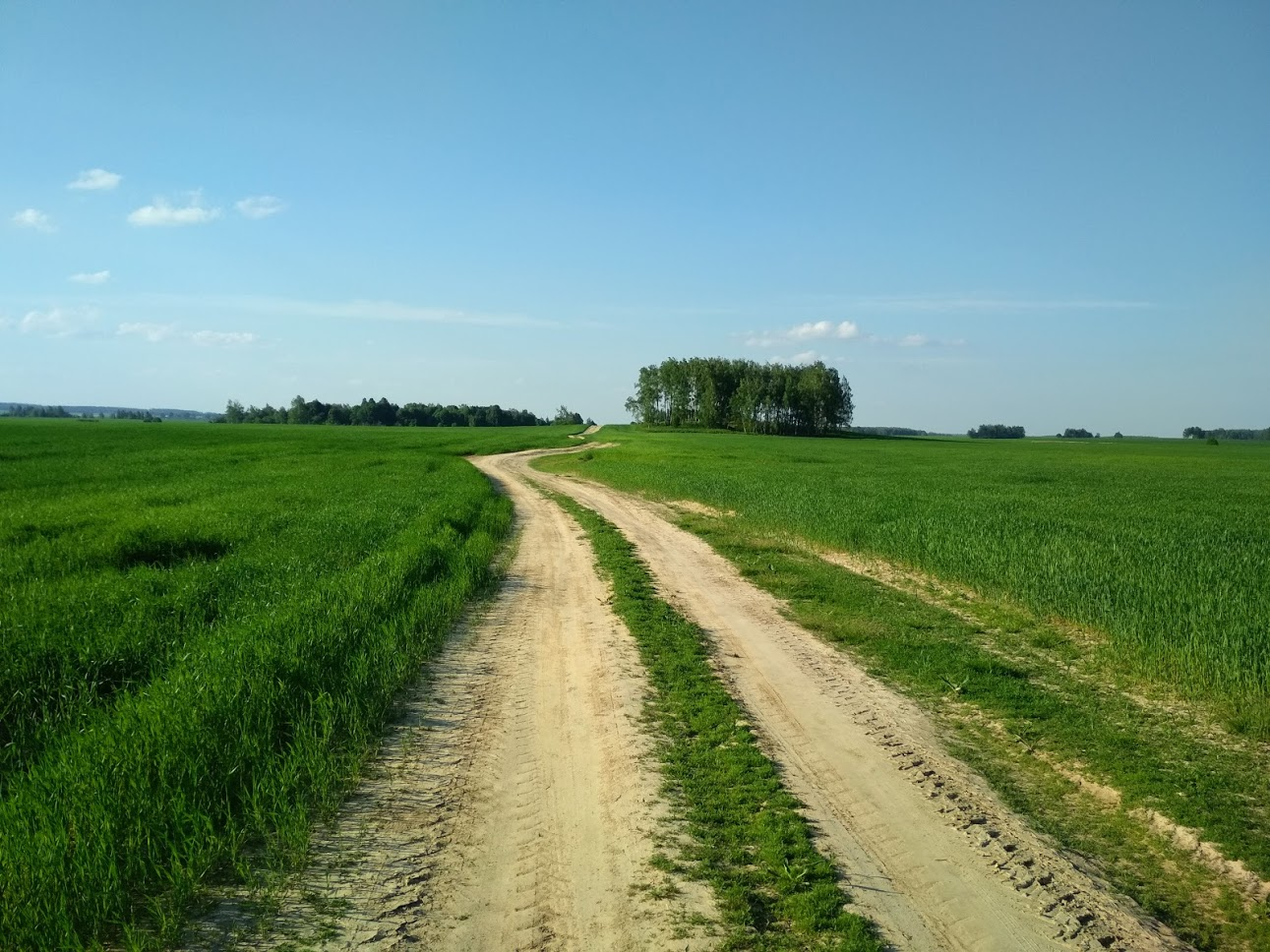
По пути в деревню
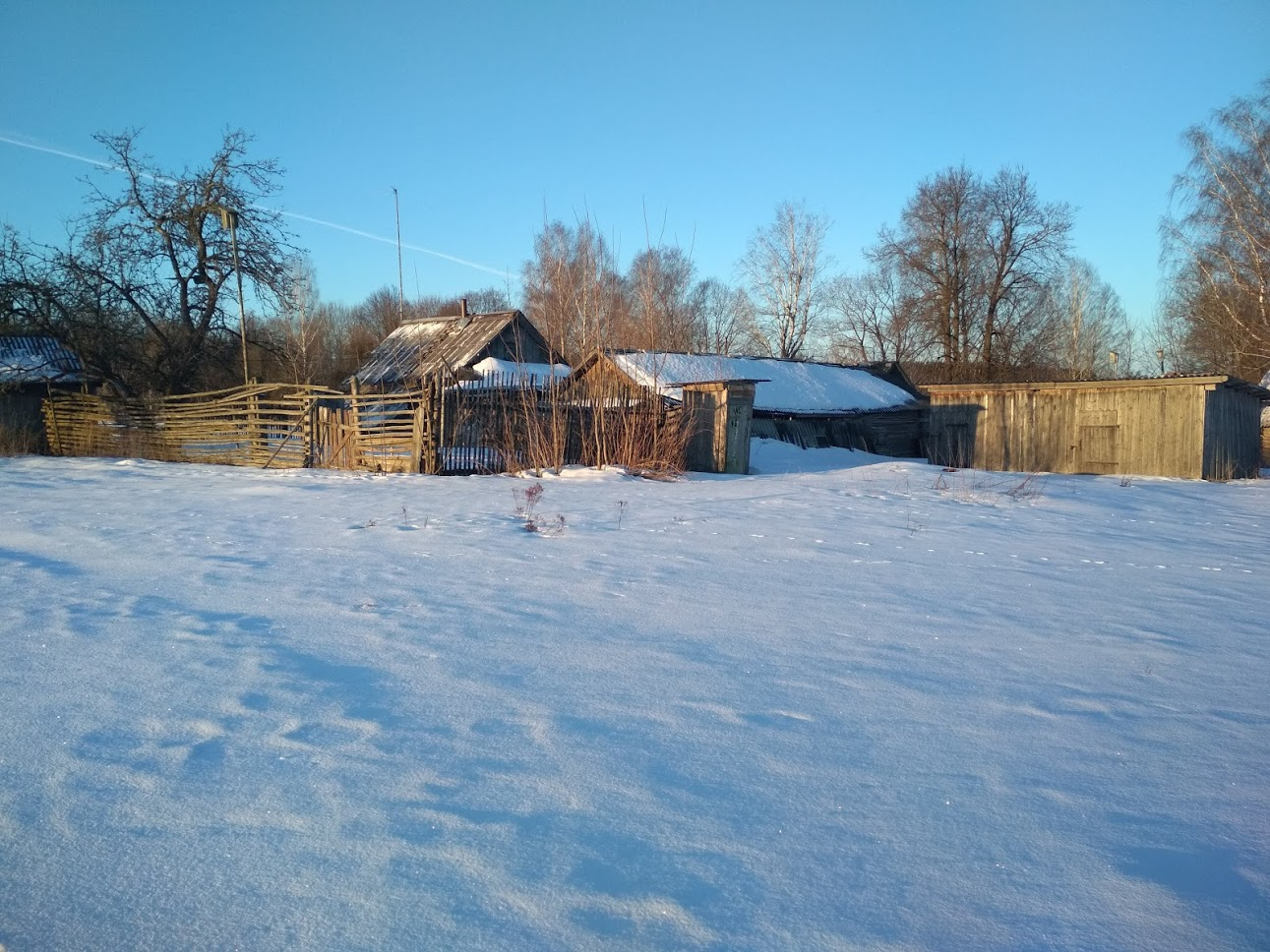
Ляховка зимой
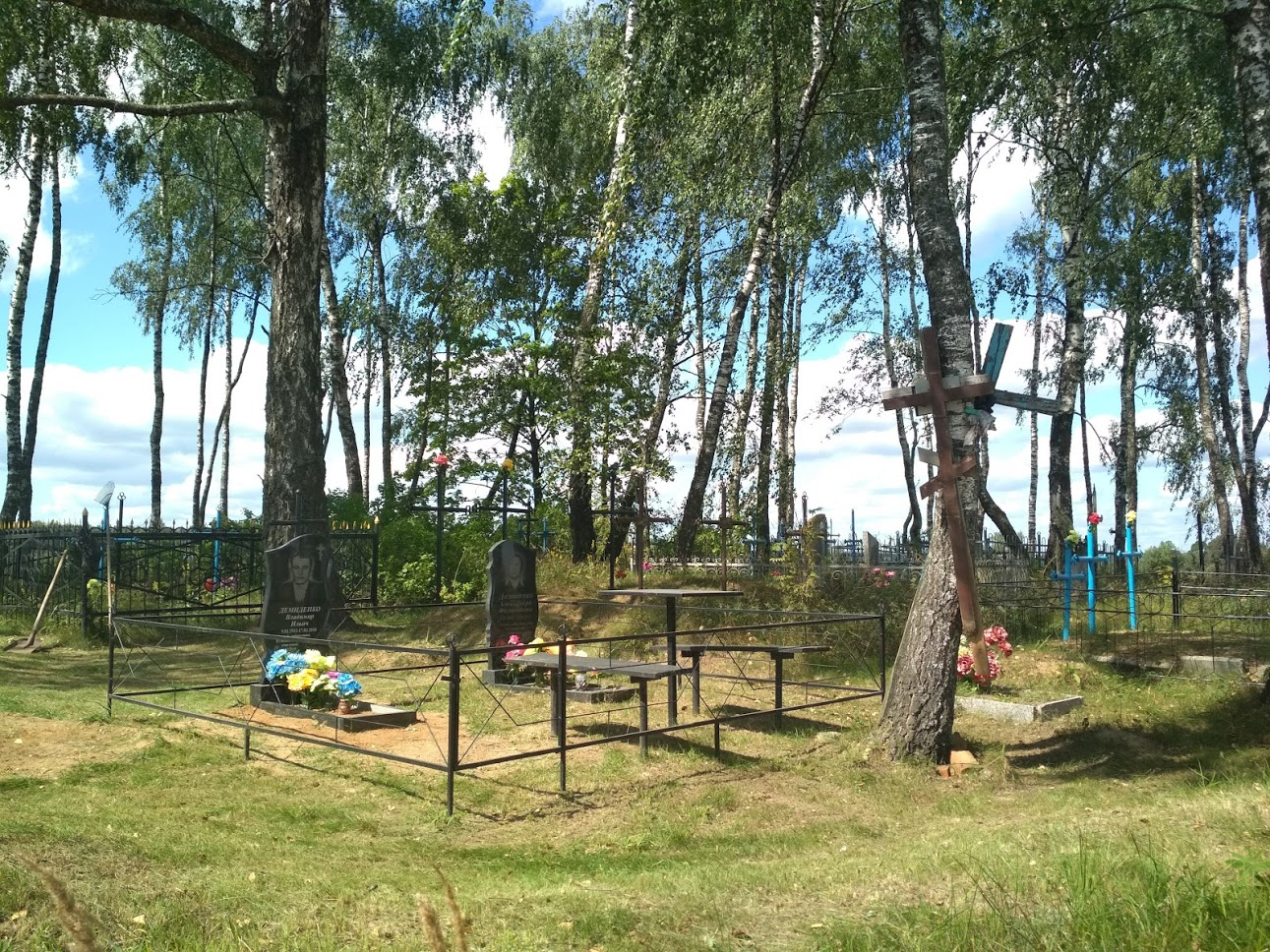
Сельское кладбище
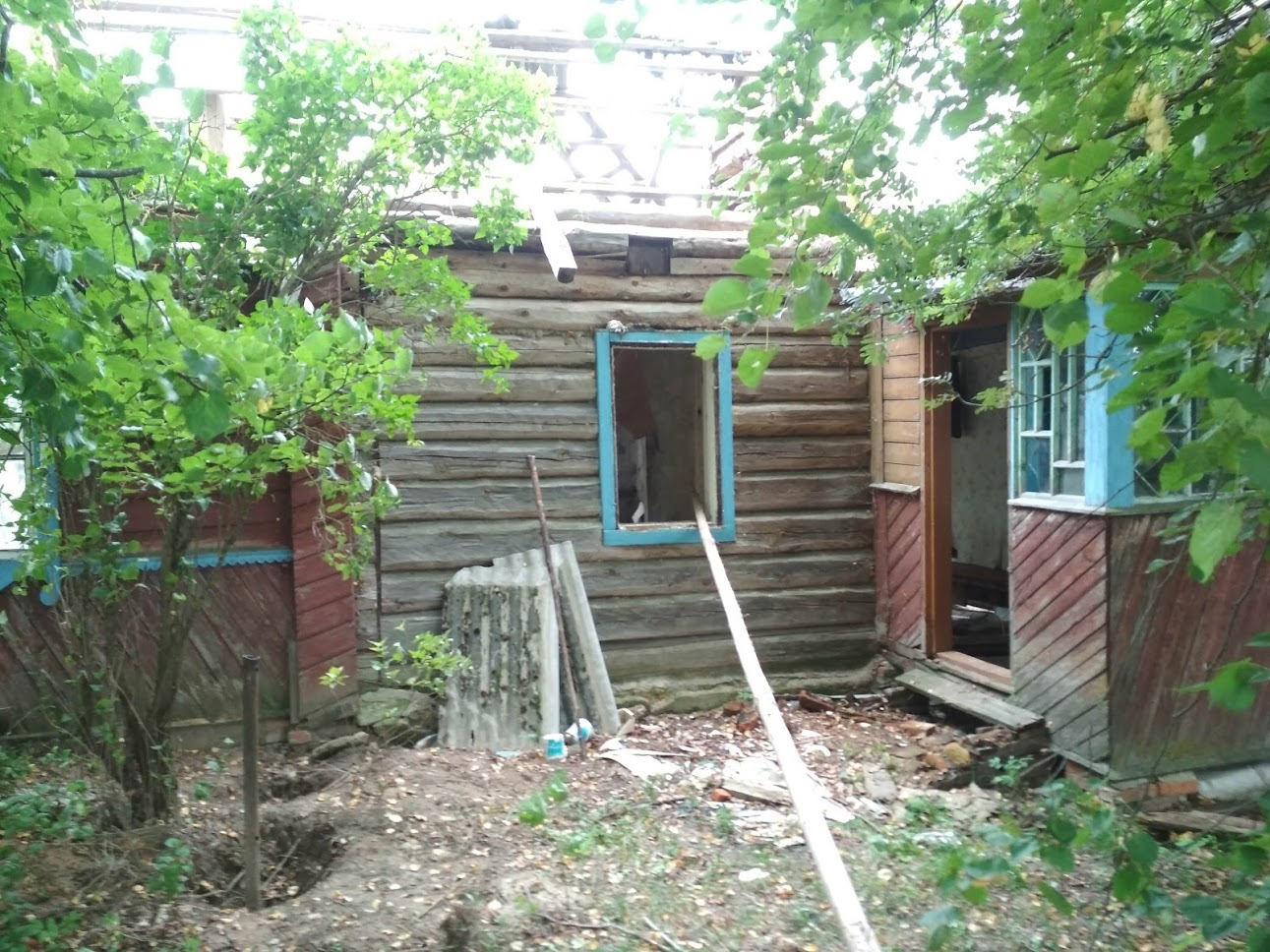
Покинутый дом
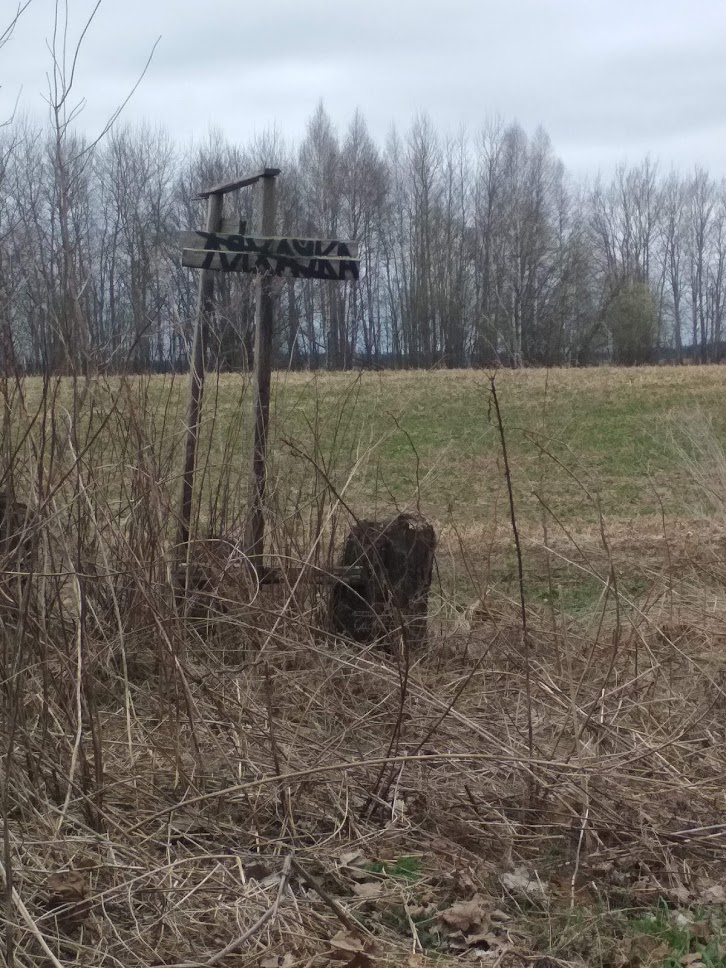
Выезд из деревни